# Jobst Nikolaus II. (Hohenzollern)
Jobst Nikolaus II. von Hohenzollern (* 1514; † 10. Juni 1558) war Graf von Haigerloch aus der schwäbischen Linie der Hohenzollern.

## Leben
Jobst Nikolaus war vermutlich ein Sohn von Joachim von Hohenzollern († 1538), dem seinerseits zweiten Sohn des Franz Wolfgang von Hohenzollern († 1517). Nach Joachims Tod 1538 folgte er diesem als regierender Graf von Haigerloch.
Da seine Grafenwürde nicht aus der Herrschaft Haigerloch, sondern aus der Grafschaft (Hohen-)Zollern herrührte, nannte er sich gewöhnlich „Graf von Zollern, Herr von Haigerloch“, wobei die eigentliche Grafschaft Hohenzollern von einem Neffen Franz Wolfgangs, nämlich Karl I. († 1576), regiert wurde. Zudem war Jobst Nikolaus Hauptmann der Grafschaft Hohenberg, wie aus einer Urkunde aus dem Jahr 1538 von Kaiser Karl V. hervorgeht. Der Graf kaufte 1542 die Dörfer Grosselfingen und Stetten bei Haigerloch.
Er heiratete Anna Freiin von Zimmern-Wildenstein. Da die Ehe kinderlos blieb, fiel Haigerloch bei seinem Tod 1558 an Karl I., Graf von Hohenzollern, der damit die Lande der schwäbischen Hohenzollern kurzzeitig wieder vereinigte.